# Горный округ

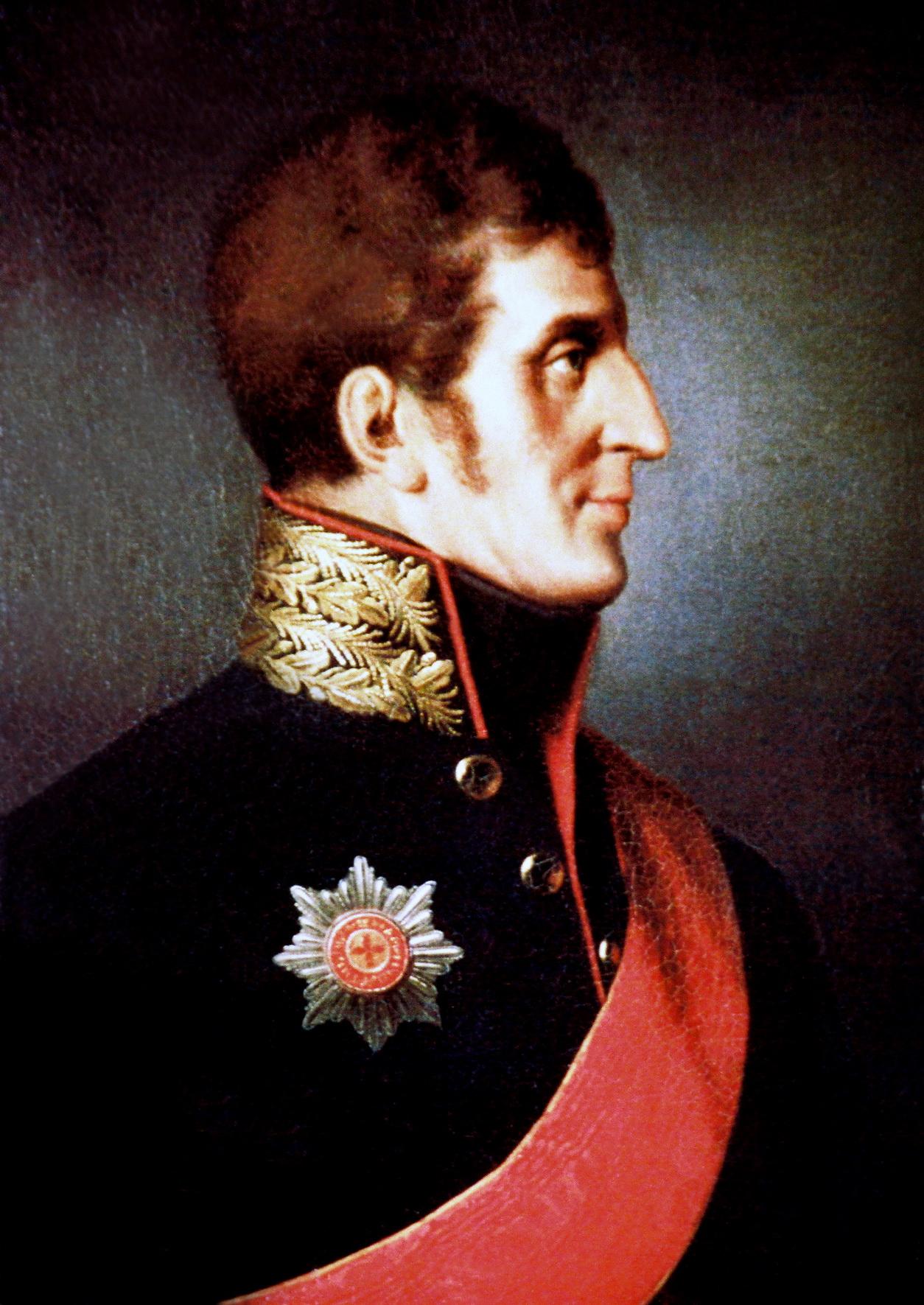
А. Ф. Дерябин, автор проекта Горного положения, первый Горный начальник заводов Уральского хребта

Го́рный о́круг — административно-территориальная единица в Российской империи, создававшаяся для управления казёнными и надзора за частными горными заводами.
Правовой статус горных округов был закреплён в Горном положении 1806 года и в Горном уставе. Управление горными округами осуществлял Горный департамент.
По Горному положению вся Империя разделялась первоначально на 5 административных горных округов:
1. Округ заводов хребта Уральского;
2. Округ Замосковных заводов;
3. Округ Олонецких и Луганских заводов;
4. Округ Грузинских заводов;
5. Округ Польских заводов.

В дальнейшем горные округа дробились на более мелкие. Их количество и состав многократно менялись. В 1886 году с учреждением в Екатеринбурге Уральского горного управления область Уральского хребта была разделена на 7 горных округов: Вятский, Пермский, Западный Екатеринбургский, Уфимский, Верхотурский, Восточный Екатеринбургский и Оренбургский. С 1891 года в сферу надзора Уральского горного управления также вошли заводы и промыслы Оренбургской губернии, Тургайской и Уральской областей.
Некоторые горные округа имели особый статус и индивидуальное подчинение. Например, Алтайский и Нерчинский округа с 1855 года подчинялись администрации Её Императорского Величества, округ Области Войска Донского до 1897 года подчинялся военному министерству.
В 1887 году было учреждено Кавказское горное управление в составе 4 горных округов с центрами в Кутаиси, Баку, Ереване и Владикавказе. В 1888 году были образованы Томское и Иркутское горные управления. В ведении Томского управления находились 6 округов: Тобольско-Акмолинский, Семипалатинско-Семиреченский, Томский, Североенисейский, Южно-Енисейский и Ачинско-Минусинский. В ведении Иркутского управления было также 6 округов: Приморский, Амурский, Восточно-Забайкальский, Западно-Забайкальский, Ленский и Бирюсинский. В 1891 году в Екатеринославе было образовано Горное управление Южной России с 4 горными округами: Юго-Западный, Днепровско-Таврический, Харьково-Бахмутский и Луганский. Остальная часть империи была разделена на горные округа, подчинявшиеся непосредственно Горному департаменту: Северный, 1-й Замосковный, 2-й Замосковный и два округа в Царстве Польском.
В 1894 году в Волжскую горную область были включены Нижневолжский и Средневолжский горные округа. В 1895 году была образована Западная горная область, включавшая Бендинский, Домбровский, Келецкий, Люблинско-Варшавский, Радомский, Ченстоховский округа. Также в 1895 году была образована Северо-Западная горная область, охватывавшая территории Прибалтики и часть Белоруссии. В 1899 году в Северную горную область вошли Вологодско-Архангельский и Олонецкий округа. В 1900 году в Юго-Восточную горную область вошли Астраханско-Саратовский, Воронежско-Донской и Таганрого-Макеевский округа, в 1916 году количество округов увеличилось до 6.
В 1899 году Замосковная горная область была разделена на Владимирский, Калужско-Смоленский, Московско-Рязанский, Орловско-Тульский и Тамбовско-Пензенский горные округа. В начале XX века производились реструктуризации горных округов, главным образом в Уральской горной области. В 1907 году был образован Горный округ Сахалина во главе с окружным инженером, подчинявшимся Иркутскому горному управлению.
По данным 1911—13 годов, общий штат горной администрации Российской империи составлял 63 окружных инженера, 42 помощника, 17 штатных и 8 сверхштатных маркшейдеров, 1 помощник маркшейдера, 30 делопроизводителей и 12 чертёжников.
К концу 1920-х годов имущество горных заводов было национализировано в числе первых, а горные округа и районы сменились трестами и объединениями.